# Jaxea
Jaxea is een geslacht van kreeftachtigen uit de klasse van de Malacostraca (hogere kreeftachtigen).

## Soorten
- Jaxea nocturna Nardo, 1847
- Jaxea novaezealandiae Wear & Yaldwyn, 1966